# 浦野大輔
浦野 大輔（うらの だいすけ、1981年 - ）は、日本の映画プロデューサー。東京都青梅市出身　ノアド株式会社 代表取締役。フィルミネーション株式会社 取締役。

## 経歴
1981年、東京都青梅市出身。。
映像プロダクションに所属後、予告編制作をきっかけに、映画業界に足を踏み入れる。その後、クロックワークス・角川グループ・吉本興業社での映画企画・制作・PR・イベント制作や、沖縄国際映画祭・京都国際映画祭等の4つの映画祭にてプログラミングディレクターや審査員を務め、2015年にノアド株式会社を設立。ホログラム プロジェクションマッピング等も手がけ、「笑っていいとも!」に出演。
東京、茨城、京都、横浜、静岡、鳥取、埼玉、沖縄等の地方創生プロモーションも手掛ける。。

## フィルモグラフィー

### 映画
- 『クロス』（奥山和由・釘宮慎治 / 日本 / 2017 / 城戸賞受賞作）　プロデューサー
- 『Crying Bitch』（津野励木 / 日本 / ホラー・コメディ / 2017 / SXSW 2018 ノミネート）プロデューサー
- 『ブレイカーズ』（後藤美波 / 日本 / ドラマ / 2018）制作
- 『いなくなれ群青』（柳明菜 / 日本 / ドラマ / 2019）プロデューサー
- 『パタリロ!』（小林顕作 / 日本 / コメディ / 2019）プロデューサー
- 『マイライフ、ママライフ』（亀山睦実 / 日本 / ファミリードラマ / 2021） エグゼクティブプロデューサー
- 『世界で戦うフィルムたち』（亀山睦木 / 日本 / ドキュメンタリー / 2023）プロデューサー
- 『MAD CATS』（津野励木 / 日本 / スリラー・コメディ / 2023）制作総指揮・プロデューサー
- 『福田村事件』（2023）映画予告編演出
- 『市子』（2023）アソシエイトプロデューサー

### ドラマ
- ドラマ「TOKYO COIN LAUNDRY」プロデューサー
- 縦型ドラマ「つながりたくて、嘘をつく」プロデューサー
- 縦型ドラマ「ソムニウム」プロデューサー
- 縦型ドラマ「つながりたくて、嘘をつく２」プロデューサー
- 縦型ドラマ「おっさんが眠るまで」プロデューサー
- スマホドラマ『100枚の写真、100回の後悔』プロデューサー

### ミュージカル・舞台
- 舞台「ノラガミ -神と願い-」2016年　　映像演出
- 舞台「おそ松さん on STAGE 〜SIX MEN'S SHOW TIME〜」2016年　　映像演出
- 舞台『四月は君の嘘』2017年　映像プロデュース
- 舞台「Wake Up, Girls！ 青葉の記録」2017年　映像プロデュース
- 舞台「ノラガミ -神と絆-」2017年　映像演出
- 舞台「夢王国と眠れる100人の王子様 ～Prince Theater～」　 2017映像プロデュース
- 舞台KING OF PRISM-Over the Sunshine!-  2017映像プロデュース
- 舞台『十二大戦』2018年　映像プロデュース
- 舞台「おそ松さん on STAGE 〜SIX MEN'S SHOW TIME 2〜」2018年映像演出
- 舞台「夢王国と眠れる100人の王子様 ～on Stage～」2019年 映像プロデュース
- 舞台「おそ松さん on STAGE～SIX MEN‘S SHOW TIME 3～」（2019年）映像プロデュース
- 舞台「KING OF PRISM -Shiny Rose Stars-」（2020年）映像プロデュース
- ミュージカル『刀剣乱舞』 ～真剣乱舞祭2022～　（2022年）映像プロデュース
- ミュージカル『刀剣乱舞』 江 おん すていじ ～新編 里見八犬伝～ 　（2022年）映像プロデュース
- 音楽朗読劇「四月は君の嘘」（2023年）映像プロデュース
- ミュージカル『刀剣乱舞』すえひろがり 乱舞野外祭（2023年）映像プロデュース